# Гражданин Галактики
«Гражданин Галактики» (англ. Citizen of the Galaxy) — научно-фантастический роман американского писателя Роберта Хайнлайна, первоначально опубликован в четырёх выпусках (с сентября по декабрь 1957 года) журнала Astounding Science Fiction. В том же году опубликован в твёрдой обложке нью-йоркским издательством «Charles Scribner’s Sons» в числе 12 романов их так называемого цикла «Heinlein juveniles», темой которого послужили приключения подростков. Роман посвящён проблеме рабства.

## Сюжет
На планету Саргон, входящую в рабовладельческий союз Девяти миров, прибывает космический корабль с рабами. Прямо в космопорту начинаются торги. Аукционер выставляет на продажу очередной лот — мальчика, но неудачной шуткой задевает аристократа, и тот заставляет аукционера продать товар за бесценок. Воспользовавшись этим, местный одноногий нищий Баслим покупает мальчика и отводит его к себе домой. Баслим владеет техниками гипноза и, погрузив мальчика, которого зовут Торби, в транс, выясняет его историю. Он воспитывает Торби, заменив ему отца.
Торби, подрастая, понимает, что его «папа» совсем не так прост, как кажется: его дом хорошо оборудован, сам нищий является образованным человеком и обучает Торби языкам, скорочтению и т. п. Время от времени Баслим переодевается в джентльмена, надевает на ногу протез и уходит по своим делам. Мальчик выполняет различные поручения Баслима.
Баслим задумывается о будущем своего воспитанника и, погружая в гипноз, заставлет его запомнить сообщения, которые необходимо передать одному из капитанов Свободных Торговцев в случае своей смерти. Выполняя очередное поручение, Торби попадает в полицейскую засаду и едва уносит ноги, а следующий день обнаруживает дома полный разгром. Он узнаёт, что Баслим покончил с собой при попытке ареста и был посмертно обезглавлен за шпионаж против Саргона, а за голову самого Торби объявлена награда. Он укрывается у хозяйки местного кабака и просит её передать сообщение на один из кораблей Свободных Торговцев «Сису», который, по счастливой случайности, как раз находится в порту. Капитан «Сису» Фьялар Крауса тайно вывозит Торби с планеты.
Семья-экипаж «Сису» принимает Торби как полноправного родственника, так как у Торговцев есть некий таинственный долг перед Баслимом. Сами Торговцы очень чопорны и не считают всех не-Торговцев за людей. Торби обучают профессии ракетного наводчика, его искусство спасает экипаж от захвата и последующего порабощения во время нападения пиратского корабля. Капитан Крауса, выполняя долг перед Баслимом, передаёт Торби на патрульный корабль «Гидра» Гегемонии Земли.
Торби погружают в состояние транса и выслушивают сообщение Баслима. Он узнаёт, что полковник Ричард Баслим потерял ногу и глаз, преследуя захваченный пиратами-охотниками за рабами корабль Торговцев. Став калекой, он под видом нищего жил на Саргоне, где выяснил, что работорговцы используют корабли земной постройки. Торби становится одним из Стражников, но вскоре его идентифицируют как Тора Бредли Радбека (Рудбека), наследника богатой семьи, и отправляют на планету Земля.
Торби является крупнейшим акционером огромной межзвёздной корпорации, однако Уимсби, его дядя по матери, опираясь на поддержку других акционеров, не желает выпускать бразды правления из рук. С помощью адвоката Гарша Торби начинает процесс и во время голосования благодаря неожиданной поддержке своей родственницы Леды добивается успеха.
Торби встречается с маршалом Смитом, одним из руководителей Корпуса Икс, созданного специально для борьбы с работорговлей, в котором служил Ричард Баслим. Смит вербует Радбека и предлагает ему исполнять обязанности агента Корпуса на посту председателя правления корпорации Радбеков.

## История публикаций на русском языке
Впервые на русском языке роман опубликован в журнале «Вокруг света» в 1987 году в сокращённом переводе А. Шарова. Впоследствии был опубликован в более полном переводе А. Шарова и А. Пахотина, также выходили переводы Г. Усовой, Илана Е. Полоцка, Р. Волошина, А. Ганько.